# Jan Roder

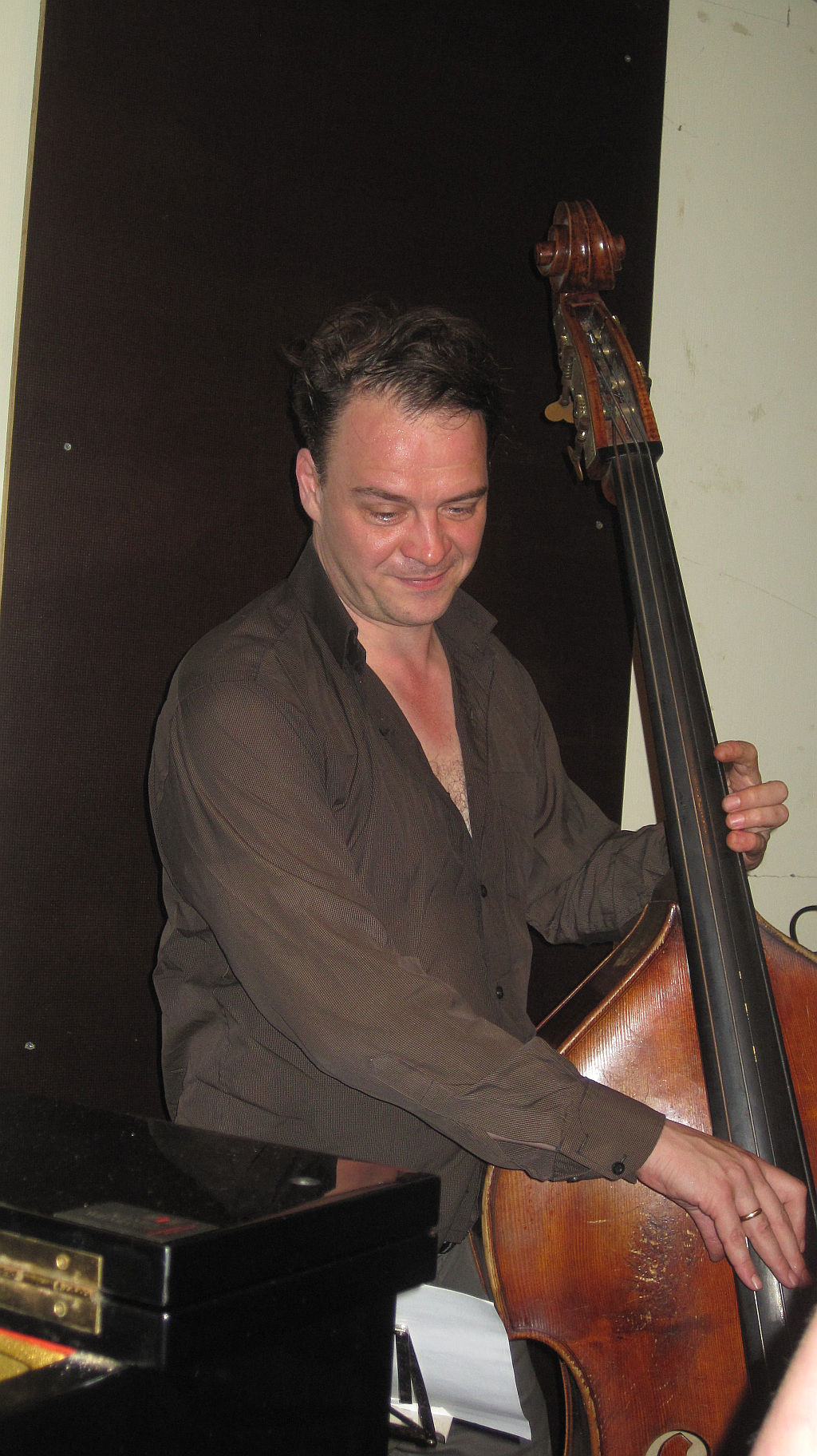
Jan Roder tijdens een concert in Marburg (2011)

Jan Roder (1968) is een Duitse jazz-bassist.

## Biografie
Roder studeerde muziek in Hannover. Hij begon als rockmuzikant en woonde langere perioden in Brazilië. In 1995 ging hij naar Berlijn, waar hij met musici als Ulrich Gumpert, Ernst-Ludwig Petrowsky, Manfred Schoof, Uschi Brüning, Joachim Kühn, Aki Takase, Gunter Hampel, Mircea Tiberian en Axel Dörner speelde op tournees en concerten.
Hij volgde Joachim Dette op in de groep Die Enttäuschung (met Axel Dörner, Rudi Mahall en Uli Jenneßen), een gezelschap dat eigen stukken speelt, maar tevens platen heeft opgenomen met composities van Thelonious Monk. Met Björn Lücker en Henrik Walsdorff vormt hij de groep The Most. Daarnaast speelt hij in Caciula Trio (met Maurice de Martin en Ben Abarbanel-Wolff) en de groep JR 3, het Silke Eberhard Quartett en het trio van Zoran Terzic. Met Maria Răducanu heeft hij een duo.

## Discografie (selectie)
- Die Enttäuschung 1 (Grob, rec. 1997, ed. 2002)
- Silke Eberhard/Tobias Netta/Jan Roder/Björn Lücker ElevatorMusic (Art Pur/FennMusic), 2001
- Caciula Trio 7 Songs from the Wagendorf of Dreams (Konnex Records), 2004
- The Most Narrenhände (Konnex Records), 2004
- Baby Bonk Sagt die Wahrheit (Konnex Records) met Michael Griener, Kalle Kalima, Martin Klingeberg, 2005
- Zoran Terzic Trio : I Konnex KCD 5139
- Silke Eberhard Quartett Mohnmarzipan (Intuition Records) met Niko Meinhold, Sebastian Merk, 2006
- Double Bass (Jazzwerkstatt #037), 2008
- Axel Dörner, Håvard Wiik, Christian Lillinger, Jan Roder Die Anreicherung (Jazzwerkstatt 2013)
- Griener, Mahall, Roder, Thewes Squakk: Willisau & Berlin (Intakt Records 2014)
- Andreas Schmidt, Jan Roder & Max Andrzejewski E-Motian's (Unit Records 2015)
- Some More Jazz, (2020), NoBusiness Records, NBLP 133, KEYS & SCREWS met Thomas Borgmann / Willi Kellers
- 2020: Secrets, Jazzwerkstatt, jw 202, RUF DER HEIMAT met Thomas Borgmann / Christof Thewes / Willi Kellers